# Einheitliche Feldtheorie
Einheitliche Feldtheorien sind Feldtheorien, die das Ziel verfolgen, alle Materie- und Kraftfelder des Universums in einer Formel, dem „vereinheitlichten“ oder „einheitlichen Feld“, zusammenzufassen. Eine einheitliche Feldtheorie, manchmal auch Weltformel genannt, sollte die Eigenschaften aller Wechselwirkungen sowie die Eigenschaften (Spin, Masse, Ladung) aller Elementarteilchen erklären.

## Geschichte
Historisch gesehen erreichte die Arbeit James Clerk Maxwells eine erste Stufe der Vereinheitlichung – die vier Maxwellschen Gleichungen konnten elektrische und magnetische Phänomene einheitlich erklären und zeigten vor allem auch die enge Verknüpfung von Elektrizität und Magnetismus. Die in den Gleichungen versteckten Symmetrien führten zur Lorentz-Transformation und somit später zur Entdeckung der speziellen Relativitätstheorie durch Albert Einstein.
Einstein formulierte danach eine relativistisch korrekte Theorie der Gravitation, die Allgemeine Relativitätstheorie. Ab den 1920er Jahren verbrachte er den Rest seines Lebens damit, nach einer Vereinheitlichung von Elektromagnetismus und Gravitation zu suchen. Unter anderem legte er im April 1929 der Preußischen Akademie der Wissenschaften eine Arbeit mit dem Titel Einheitliche Feldtheorie und Hamiltonsches Prinzip vor. Ein Ansatz, dem Einstein nachging, war die sogenannte Kaluza-Klein-Theorie, welche versucht, eine einheitliche Feldtheorie in Räumen mit mehr als vier Dimensionen zu finden. Die Kaluza-Klein-Theorie gilt als Vorläufer der seit dem Ende des 20. Jahrhunderts populären Stringtheorie. Die Versuche von Einstein markierten gleichzeitig das vorläufige Ende des Bemühens um eine „klassische“ einheitliche Feldtheorie.
Mit der Entdeckung der Quantenmechanik und zweier weiterer Wechselwirkungen – der starken und der schwachen Kernkraft – in den 1930ern rückte das Ziel einer vereinheitlichten Theorie in weite Ferne. Die Verbindung von Relativitätstheorie und Quantenmechanik führte zur Quantenfeldtheorie.
In den 1950ern und 1960ern versuchten Heisenberg und seine Schüler, ausgehend von der Dirac-Gleichung, eine nichtlineare Feldtheorie abzuleiten. Damit sollte die große Anzahl der neu entdeckten Elementarteilchen erklärt und geordnet werden. Dieses Vorgehen stellte sich jedoch als Sackgasse heraus. Gell-Mann brachte mit den Quarks schließlich auf ganz andere Art und Weise, nämlich mit einer Quantenfeldtheorie, Ordnung in den „Teilchenzoo“.

## Heutige Ansätze
Heute sind Quantenfeldtheorien für drei der vier Wechselwirkungen gut bekannt. Nur für die älteste bekannte Wechselwirkung, die Gravitation, gibt es keine Quantentheorie. Die Quantenelektrodynamik und die Quantenflavordynamik (Theorie der schwachen Wechselwirkung der Quarks) wurden in den 1970ern von Steven Weinberg, Sheldon Lee Glashow und Abdus Salam zur Elektroschwachen Theorie vereinheitlicht. Ansätze zur Vereinheitlichung der Elektroschwachen Theorie mit der Quantenchromodynamik schlugen jedoch fehl (siehe etwa Protonenzerfall).
Ein vielversprechender Ansatz für eine einheitliche Feldtheorie bildet die Superstringtheorie, in der unter dem Namen M-Theorie in den 1990ern große Fortschritte erzielt wurden. Hier scheint es möglich, alle vier Wechselwirkungen tatsächlich zu vereinheitlichen, jedoch befindet sich die Theorie noch in einem frühen Entwicklungsstadium. Ein weiterer Ansatz zur Formulierung einer Quantentheorie der Gravitation ist die sogenannte Schleifenquantengravitation.